# Thelcticopis serambiformis
Thelcticopis serambiformis là một loài nhện trong họ Sparassidae.
Loài này thuộc chi Thelcticopis. Thelcticopis serambiformis được Embrik Strand miêu tả năm 1907.